# Dorothy Stafford
Lady Dorothy Stafford, Lady Stafford (1º ottobre 1526 – 22 settembre 1604), è stata una nobile inglese.

## Biografia
Era la figlia più giovane di Henry Stafford, I barone Stafford e Lady Ursula Pole.
Sua madre era figlia di Margaret Pole, VIII contessa di Salisbury, ultima sopravvissuta della dinastia dei Plantageneto. Dorothy ed i suoi fratelli quindi potevano vantare diritti ereditari al trono d'Inghilterra.
Tale discendenza aveva posto sua nonna in una posizione particolarmente vulnerabile dinanzi ad ipotetiche accuse di complotto contro il trono dei Tudor. Enrico VIII quindi l'accusò di tradimento e ne ordinò l'esecuzione nel 1541.
Dorothy e sua sorella Susan vennero accolte ed educate presso la zia Elizabeth Stafford, duchessa di Norfolk, di cui Dorothy era la nipote prediletta.

## Matrimonio
Nel 1545 venne data in sposa ad un lontano cugino, Sir William Stafford, figlio di Sir Humphrey Stafford di Blatherwycke. William era rimasto vedovo nel 1543 di Maria Bolena, sorella della regina Anna Bolena.
Dorothy e William ebbero sei figli:
- Elizabeth Stafford (1546-6 febbraio 1599), che sposò in prime nozze Sir William Drury ed ebbe discendenza; sposò in seconde nozze, Sir John Scott;
- Dorothy Stafford (1548);
- Sir Edward Stafford di Grafton (1552-1605), sposò in prime nozze Roberta Chapman ed ebbe discendenza; sposò in seconde nozze, Douglas Howard;
- Ursula Stafford (?-1553), sposò Richard Drake di Esher ed ebbe discendenza;
- William Stafford (1554-1612), sposò Anne Gryme ed ebbe discendenza;
- John Stafford (gennaio 1556-1624), sposò Millicent Gresham.

Il 23 settembre 1545 William Stafford venne creato cavaliere in Scozia da Edward Seymour, conte di Hertford durante la guerra del Brutale corteggiamento. Da quel momento Dorothy ricevette l'appellativo di Lady Stafford.
Essendo ferventi protestanti, Dorothy e la sua famiglia dovettero andare in esilio durante il regno della cattolica regina Maria I. Scelsero di trasferirsi a Ginevra dove strinsero amicizia con Giovanni Calvino, che battezzò l'ultimo figlio degli Stafford il 4 gennaio 1556.
Il 5 maggio 1556 Sir William morì e Dorothy si trasferì con i figli a Basilea.

## Alla corte di Elisabetta I
Nel gennaio del 1559, in seguito all'ascesa di Elisabetta I, Dorothy e i figli tornarono in Inghilterra. Giovanni Calvino tuttavia si oppose fermamente alla loro partenza, avendo voluto tenere il suo figlioccio in Svizzera.
Nel paese natio Dorothy venne accolta a corte e nel 1563 ricevette anche la nomina a Mistress of the Robes della regina. In Tale veste esercitò molta influenza sulla regina ottenendo tra gli altri una Prebenda per Matthew Parker nel 1569 e la nomina ad ambasciatore inglese in Francia per suo figlio maggiore Sir Edward Stafford nel 1579. Inoltre sua figlia Elizabeth divenne Lady of the Bedchamber ed il genero, Richard Drake, servì come scudiero della regina.
Dorothy ricoprì il suo posto a corte fino alla morte della regina avvenuta nel 1603.

## Morte
Dorothy morì il 22 settembre 1604 e fu sepolta nella Chiesa di Santa Margherita.

## Ascendenza
|                                         |                     |                                         | Genitori                                   |  |  | Nonni |  |  | Bisnonni                              |  |  | Trisnonni                               |  |
|                                         |                     |                                         |                                            |  |  |       |  |  | Henry Stafford, II duca di Buckingham |  |  | Humphrey Stafford, I duca di Buckingham |  |
|                                         |                     |                                         |                                            |  |  |       |  |  | Henry Stafford, II duca di Buckingham |  |  | Humphrey Stafford, I duca di Buckingham |  |
|                                         |                     | Margaret Beaufort                       |                                            |  |  |       |  |  | Henry Stafford, II duca di Buckingham |  |  |                                         |  |
| Edward Stafford, III duca di Buckingham |                     |                                         |                                            |  |  |       |  |  | Henry Stafford, II duca di Buckingham |  |  |                                         |  |
|                                         |                     | Catherine Woodville                     | Richard Woodville, I conte di Rivers       |  |  |       |  |  |                                       |  |  |                                         |  |
|                                         |                     | Catherine Woodville                     | Richard Woodville, I conte di Rivers       |  |  |       |  |  |                                       |  |  |                                         |  |
|                                         |                     | Catherine Woodville                     | Jacquette di Lussemburgo                   |  |  |       |  |  |                                       |  |  |                                         |  |
| Henry Stafford, I barone Stafford       |                     | Catherine Woodville                     |                                            |  |  |       |  |  |                                       |  |  |                                         |  |
|                                         |                     | Henry Percy, IV conte di Northumberland | Henry Percy, III conte di Northumberland   |  |  |       |  |  |                                       |  |  |                                         |  |
|                                         |                     | Henry Percy, IV conte di Northumberland | Henry Percy, III conte di Northumberland   |  |  |       |  |  |                                       |  |  |                                         |  |
|                                         |                     | Henry Percy, IV conte di Northumberland | Eleanor Poynings                           |  |  |       |  |  |                                       |  |  |                                         |  |
| Eleanor Percy                           |                     | Henry Percy, IV conte di Northumberland |                                            |  |  |       |  |  |                                       |  |  |                                         |  |
|                                         |                     | Maud Herbert                            | William Herbert, I conte di Pembroke       |  |  |       |  |  |                                       |  |  |                                         |  |
|                                         |                     | Maud Herbert                            | William Herbert, I conte di Pembroke       |  |  |       |  |  |                                       |  |  |                                         |  |
|                                         |                     | Maud Herbert                            | Anne Devereux                              |  |  |       |  |  |                                       |  |  |                                         |  |
| Dorothy Stafford                        |                     | Maud Herbert                            |                                            |  |  |       |  |  |                                       |  |  |                                         |  |
|                                         | Geoffrey de la Pole | Richard de la Pole                      |                                            |  |  |       |  |  |                                       |  |  |                                         |  |
|                                         | Geoffrey de la Pole | Richard de la Pole                      |                                            |  |  |       |  |  |                                       |  |  |                                         |  |
|                                         | Geoffrey de la Pole | …                                       |                                            |  |  |       |  |  |                                       |  |  |                                         |  |
| Richard Pole                            | Geoffrey de la Pole |                                         |                                            |  |  |       |  |  |                                       |  |  |                                         |  |
|                                         |                     | Edith St John                           | Oliver St John                             |  |  |       |  |  |                                       |  |  |                                         |  |
|                                         |                     | Edith St John                           | Oliver St John                             |  |  |       |  |  |                                       |  |  |                                         |  |
|                                         |                     | Edith St John                           | Margaret Beauchamp                         |  |  |       |  |  |                                       |  |  |                                         |  |
| Ursula Pole                             |                     | Edith St John                           |                                            |  |  |       |  |  |                                       |  |  |                                         |  |
|                                         |                     | George, I duca di Clarence              | Richard, III duca di York                  |  |  |       |  |  |                                       |  |  |                                         |  |
|                                         |                     | George, I duca di Clarence              | Richard, III duca di York                  |  |  |       |  |  |                                       |  |  |                                         |  |
|                                         |                     | George, I duca di Clarence              | Cecily Neville                             |  |  |       |  |  |                                       |  |  |                                         |  |
| Margaret, VIII contessa di Salisbury    |                     | George, I duca di Clarence              |                                            |  |  |       |  |  |                                       |  |  |                                         |  |
|                                         |                     | Isabel Neville                          | Richard Neville, VI conte di Salisbury     |  |  |       |  |  |                                       |  |  |                                         |  |
|                                         |                     | Isabel Neville                          | Richard Neville, VI conte di Salisbury     |  |  |       |  |  |                                       |  |  |                                         |  |
|                                         |                     | Isabel Neville                          | Anne de Beauchamp, XVI contessa di Warwick |  |  |       |  |  |                                       |  |  |                                         |  |
|                                         |                     | Isabel Neville                          |                                            |  |  |       |  |  |                                       |  |  |                                         |  |